# Real County
Das Real County ist ein County im Bundesstaat Texas der Vereinigten Staaten. Das U.S. Census Bureau hat bei der Volkszählung 2020 eine Einwohnerzahl von 2.758 ermittelt. Der Sitz der County-Verwaltung (County Seat) befindet sich in Leakey.

## Geographie
Das County liegt südlich des geographischen Zentrums von Texas, ist im Südwesten etwa 60 km von der Grenze zu Mexiko entfernt und hat eine Fläche von 1813 Quadratkilometern, ohne nennenswerte  Wasserfläche. Das County grenzt im Uhrzeigersinn an folgende Countys: Edwards County, Kerr County, Bandera County und Uvalde County.

## Geschichte
Real County wurde im Frühjahr 1913 auf Beschluss des texanischen Parlaments (Texas Legislature) aus Teilen des Bandera County, Edwards County und Kerr County gebildet. Benannt wurde es nach Julius Real, einem Rancher und einzigem Republikaner im Senat von Texas zu diesem Zeitpunkt.

## Demografische Daten

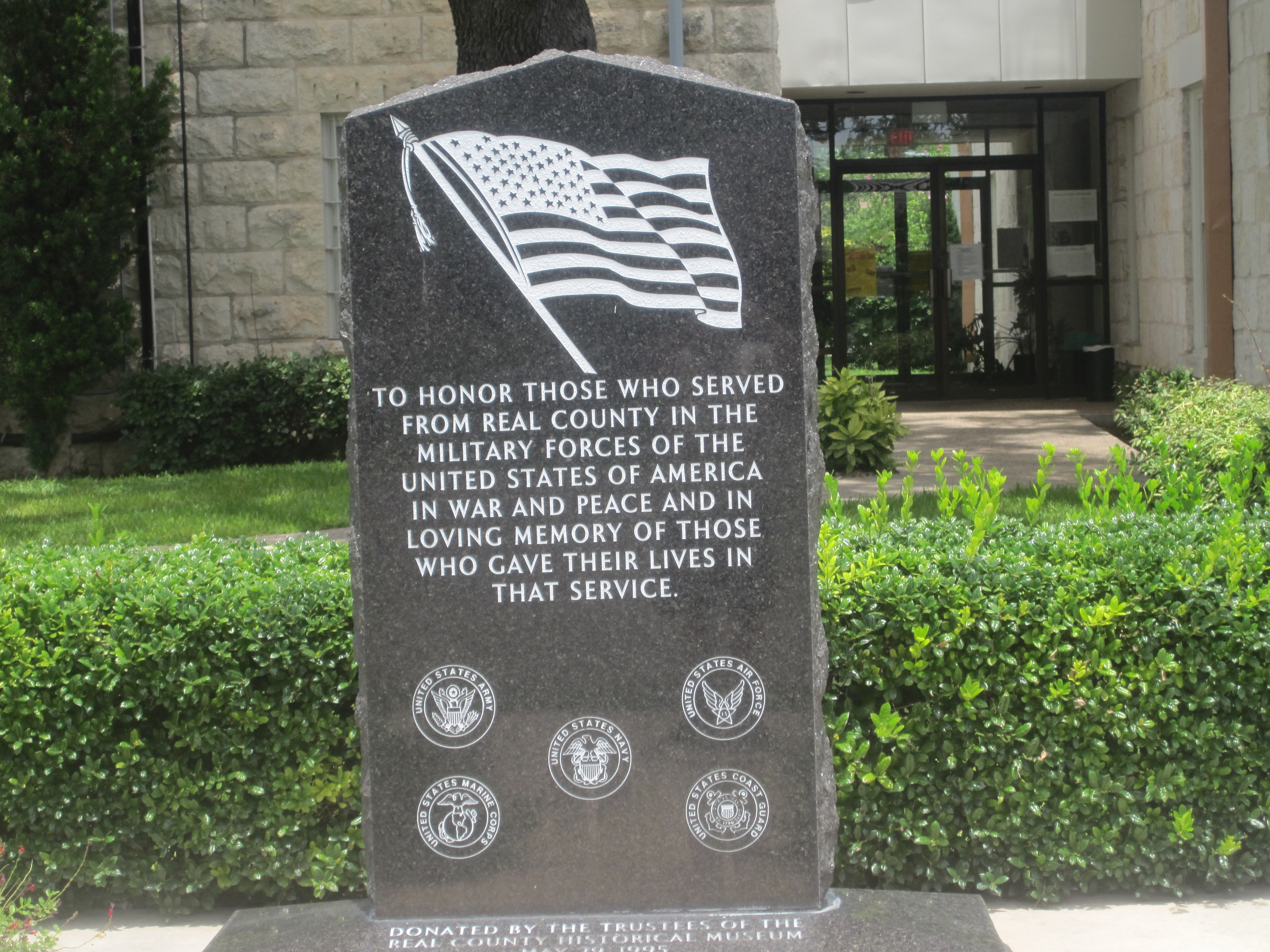
Kriegsveteranen-Gedenkstein vor dem Courthouse

Nach der Volkszählung im Jahr 2000 lebten im Real County 3.047 Menschen in 1.245 Haushalten und 869 Familien. Die Bevölkerungsdichte betrug 2 Einwohner pro Quadratkilometer. Ethnisch betrachtet setzte sich die Bevölkerung zusammen aus 91,40 Prozent Weißen, 0,20 Prozent Afroamerikanern, 0,62 Prozent amerikanischen Ureinwohnern, 0,20 Prozent Asiaten, 0,03 Prozent Bewohnern aus dem pazifischen Inselraum und 6,01 Prozent aus anderen ethnischen Gruppen; 1,54 Prozent stammten von zwei oder mehr Ethnien ab. 22,58 Prozent der Einwohner waren spanischer oder lateinamerikanischer Abstammung.
Von den 1.245 Haushalten hatten 26,5 Prozent Kinder oder Jugendliche, die mit ihnen zusammen lebten. 58,4 Prozent waren verheiratete, zusammenlebende Paare, 7,6 Prozent waren allein erziehende Mütter und 30,2 Prozent waren keine Familien. 28,2 Prozent waren Singlehaushalte und in 14,8 Prozent lebten Menschen im Alter von 65 Jahren oder darüber. Die durchschnittliche Haushaltsgröße betrug 2,38 und die durchschnittliche Familiengröße betrug 2,88 Personen.
23,4 Prozent der Bevölkerung war unter 18 Jahre alt, 5,4 Prozent zwischen 18 und 24, 21,5 Prozent zwischen 25 und 44, 28,8 Prozent zwischen 45 und 64 und 20,8 Prozent waren 65 Jahre alt oder älter. Das Durchschnittsalter betrug 45 Jahre. Auf 100 weibliche Personen kamen 97,9 männliche Personen und auf 100 Frauen im Alter von 18 Jahren oder darüber kamen 95,7 Männer.
Das jährliche Durchschnittseinkommen eines Haushalts betrug 25.118 USD, das Durchschnittseinkommen einer Familie betrug 29.839 USD. Männer hatten ein Durchschnittseinkommen von 21.076 USD, Frauen 18.352 USD. Das Prokopfeinkommen betrug 14.321 USD. 17,4 Prozent der Familien und 21,2 Prozent der Einwohner lebten unterhalb der Armutsgrenze.

## Kultur und Sehenswürdigkeiten

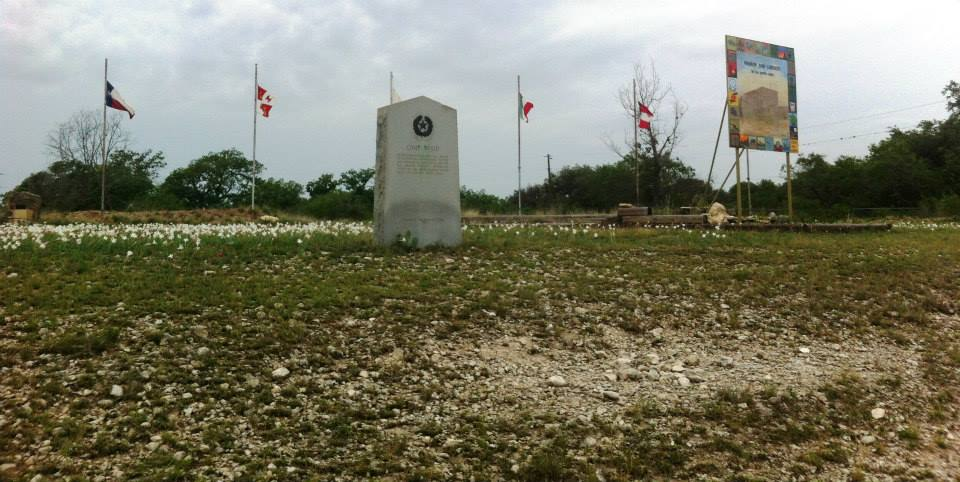
Mission San Lorenzo de la Santa Cruz (2013). Diese Stätte ist seit Juli 1971 im NRHP eingetragen.

Ein Stätte des Countys ist im National Register of Historic Places („Nationales Verzeichnis historischer Orte“; NRHP) eingetragen (Stand 2. Dezember 2021), die Mission San Lorenzo de la Santa Cruz in Camp Wood.

## Städte und Gemeinden
- Camp Wood
- Leakey
- Rio Frio